# 和久井路子
和久井 路子（わくい みちこ）は、トルコ文学者、翻訳家。
神奈川県横浜市生まれ。フェリス女学院を経て、東京大学文学部言語学科卒業。同大学院修士課程修了（言語学・トルコ語学）。米国リハイ大学で博士号取得（外国語教育）。2009年現在、トルコ・アンカラの中東工科大学現代諸語学科教師。ノーベル文学賞を受賞したトルコの作家オルハン・パムクの翻訳で知られる。

## 翻訳
- わたしの名は紅 オルハン・パムク 藤原書店 2004
- 雪 オルハン・パムク 藤原書店 2006
- 父のトランク ノーベル文学賞受賞講演 オルハン・パムク 藤原書店 2007
- イスタンブール 思い出とこの町 オルハン・パムク 藤原書店 2007